# Microlipophrys caboverdensis
La especie Microlipophrys caboverdensis es un pez de la familia de los blénidos. Su nombre alude a la isla de Cabo Verde.

## Hábitat natural
Se distribuyen por la costa este del océano Atlántico, endémico del archipiélago de Cabo Verde.
La especie se distribuye por una zona en creciente desarrollo y contaminación, lo que unido a lo reducido del área hace que se recomiende hacerle un seguimiento en el futuro por si su estado de conservación se hace crítico, aunque ahora mismo es de preocupación menor.
Es una especie de agua poco profundas, de clima tropical, demersal en zona rocosa.

## Morfología
Con la forma característica de los blénidos, la longitud máxima descrita es de 4 cm.

## Comportamiento
Es una especie ovípara que deposita los huevos pegados con adhesivo filamentoso a las rocas, de los que salen unas larvas planctónicas.